# Machabee
Machabee ist ein Ort auf der Insel Mahé im Inselstaat Seychellen. Der Ort hat ca. 3600 Einwohner (Berechnung 2005).

## Geographie
Machabee ist der nördlichste Ort auf Mahé. Er liegt an der Nordspitze der Insel im administrativen Distrikt Glacis, an der Anse Machabee und nach Westen geschützt durch den North Point und die Insel L’Îlot. Im Osten erhebt sich der North Hill als „Hausberg“ und weiter südwestlich erhebt sich der Montagne Glacis auf eine Höhe von 458 m. Im Südwesten ist die nächste Siedlung Vista do Mar und im Südosten La Retraite.
Eine Sehenswürdigkeit ist der Machabee Rock Pool mit seinen malerischen Felsformationen.